# 바르셀로나 슈퍼컴퓨팅 센터

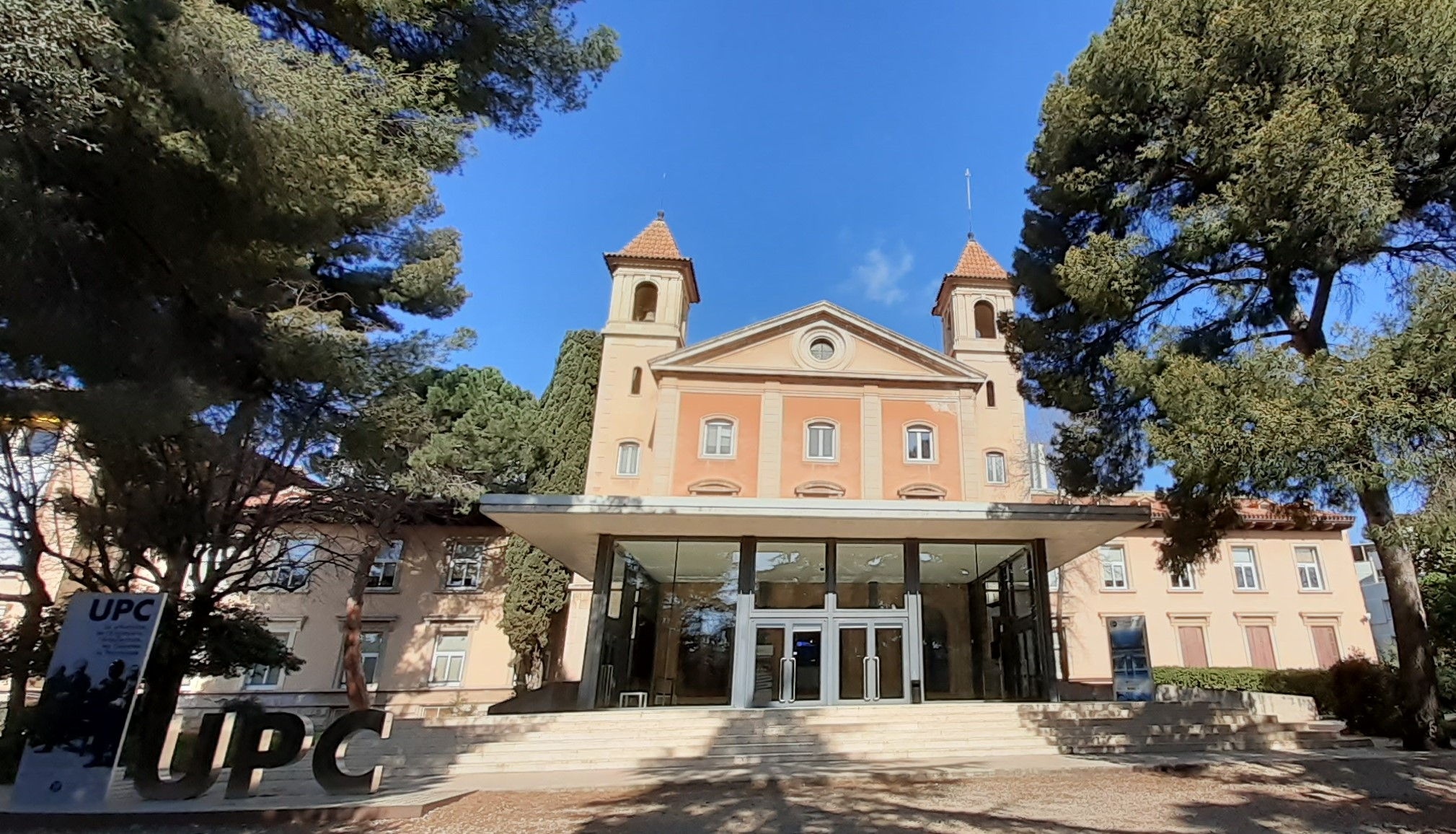
바르셀로나 슈퍼컴퓨팅 센터의 모습

바르셀로나 슈퍼컴퓨팅 센터(영어: Barcelona Supercomputing Center, 스페인어: Centro Nacional de Supercomputación)는 스페인 카탈루냐 바르셀로나에 위치한 공공 연구 센터이다. 13.7페타플롭스, 인텔 제온 플래티넘(Intel Xeon Platinum) 기반 슈퍼컴퓨터인 마레노스트럼(MareNostrum)을 호스팅하며 여기에는 최신 기술 클러스터도 포함되어 있다. 2017년 6월에는 세계 13위를 기록했다. 2022년 11월 현재 88위로 떨어졌다. 유럽 최초의 양자 컴퓨터 중 하나를 호스팅할 것으로 예상된다.

## 위치 및 관리
이 센터는 카탈로니아 폴리테크닉 대학교(UPC)의 "Torre Girona"라는 예전 예배당에 위치하고 있으며 2005년 4월 1일에 설립되었다. 스페인 과학혁신부(60%), 카탈로니아 정부(30%) 및 UPC(10%)로 구성된 컨소시엄이 관리한다. 마테오 발레로(Mateo Valero) 교수가 주요 관리자이다. 마레노스트럼 슈퍼컴퓨터는 이전 예배당의 거대한 유리 상자 안에 들어 있다.

## 예산
바르셀로나 슈퍼컴퓨팅 센터의 초기 운영 예산은 2005년부터 2011년까지 연간 550만 유로(연간 약 700만 달러)였다. 이 센터는 매우 빠르게 성장했으며 2018년에는 약 600명의 직원과 3,400만 유로 이상의 연간 글로벌 예산을 보유했다.
이 센터는 IBM 셀 마이크로프로세서 아키텍처 개발에 기여해 왔다.